# Erodium oreophilum
Erodium oreophilum là một loài thực vật có hoa trong họ Mỏ hạc. Loài này được Quézel mô tả khoa học đầu tiên năm 1957.